# 신사와 아가씨
《신사와 아가씨》 (영어 : Young Lady and Gentleman)는 2021년 9월 25일부터 2022년 3월 27일까지 방영된 한국방송공사 주말연속극이다.
그동안 많은 드라마에서 다뤘던 재벌과 평범한 여성과의 사랑 이야기지만 여전히 이러한 이야기들과 어른들의 눈 높이에 맞춰져 있고, 10대와 20~30대 연령층 보다 40~50대 연령층 사이에서 많은 화제가 되어 큰 인기를 끌었다.
이 드라마가 방영 중일 때 높은 흥행을 얻었으며, 지현우는 2021년 KBS 연기대상을 차지하면서 첫 대상을 품에 안았다. 그리고 하나뿐인 내편 이후 2년 10개월 만에 최고 시청률을 기록한 드라마이자 시청률 30%를 넘긴 마지막 드라마가 되었다.
종영 이후 후속작인 현재는 아름다워를 시작으로 현재 시청률 30%를 넘지 못하고 있다. 같은 작가의 후속작인 미녀와 순정남도 실패까지 했으며, 미녀와 순정남의 후속작도 시청률 10%에 머무르면서 끝마쳤다.
그러나 독수리 5형제를 부탁해! 덕분에 시청률이 회복되면서 자체 최고 21.9%를 경신했지만, 후반부에서 다시 정체에 빠지게 된다.

## 기획 의도
운명 같은 가족들의 만남
자신의 선택에 책임을 다하고 행복을 찾아가는 '아가씨'와 '신사'가 만나면서 벌어지는 파란만장한 이야기

## 방송 시간
| 방송 채널 | 방송 기간                                                                 | 방송 시간                        | 방송 분량                          |
| --------- | ------------------------------------------------------------------------- | -------------------------------- | ---------------------------------- |
| KBS 2TV   | 2021년 9월 25일~2022년 2월 27일[1회~44회(본방송)]                         | 매주 주말 저녁 7:55~밤 9:15      | 1시간 20분 (중간 광고 포함)        |
| KBS 2TV   | 2022년 3월 5일~2022년 3월 27일[45회~52회(본방송)]                         | 매주 주말 저녁 8:00~밤 9:20      | 1시간 20분 (중간 광고 포함)        |
| KBS 2TV   | 2021년 9월 26일~2022년 3월 27일(토요일 방영분 재방송)                     | 매주 일요일 오후 3:35~저녁 5:00  | 1시간 25분 (중간 광고 포함)        |
| KBS 2TV   | 2022년 2월 6일: 재방송 결방                                               | 매주 일요일 오후 3:35~저녁 5:00  | 1시간 25분 (중간 광고 포함)        |
| KBS 2TV   | 2022년 2월 13일: 재방송 결방                                              | 매주 일요일 오후 3:35~저녁 5:00  | 1시간 25분 (중간 광고 포함)        |
| KBS 2TV   | 2021년 10월 2일~2022년 2월 26일(일요일 방영분 재방송)                     | 매주 토요일 오후 4:40~저녁 6:05  | 1시간 25분 (중간 광고 포함)        |
| KBS 2TV   | 2022년 2월 5일[38회]: 재방송 결방                                         | 매주 토요일 오후 4:40~저녁 6:05  | 1시간 25분 (중간 광고 포함)        |
| KBS 2TV   | 2022년 2월 12일[39회]: 재방송 결방                                        | 매주 토요일 오후 4:40~저녁 6:05  | 1시간 25분 (중간 광고 포함)        |
| KBS 2TV   | 2022년 3월 12일~2022년 3월 26일(일요일 방영분 재방송)                     | 매주 토요일 오후 3:35~저녁 5:00  | 1시간 25분 (중간 광고 포함)        |
| KBS 2TV   | 2022년 4월 2일[52회]: 재방송 결방                                         | 매주 토요일 오후 3:35~저녁 5:00  | 1시간 25분 (중간 광고 포함)        |
| KBS 2TV   | 2021년 10월 1일~2022년 4월 1일[1회~36회, 41회~52회(재방송, 화면해설방송)] | 매주 금요일 오전 11:00~오후 1:50 | 2시간 50분 (1시간 25분+1시간 25분) |
| KBS 2TV   | 2022년 2월 11일: 재방송 결방                                              | 매주 금요일 오전 11:00~오후 1:50 | 2시간 50분 (1시간 25분+1시간 25분) |

### 본방송 시간 편성 변경
| 방송 채널 | 방송 기간                     | 방송 시간                | 방송 분량                   |
| --------- | ----------------------------- | ------------------------ | --------------------------- |
| KBS 2TV   | 2022년 2월 6일[39회(본방송)]  | 일요일 저녁 7:00~8:20    | 1시간 20분 (중간 광고 포함) |
| KBS 2TV   | 2022년 2월 12일[40회(본방송)] | 토요일 저녁 7:40~밤 9:00 | 1시간 20분 (중간 광고 포함) |
| KBS 2TV   | 2022년 2월 19일[41회(본방송)] | 토요일 저녁 7:30~8:50    | 1시간 20분 (중간 광고 포함) |

### 재방송 시간 편성 변경
| 방송 채널 | 방송 기간                                         | 방송 시간           | 방송 분량                          |
| --------- | ------------------------------------------------- | ------------------- | ---------------------------------- |
| KBS 2TV   | 2021년 11월 7일 [13회(재방송)]                    | 낮 12:05~오후 1:30  | 1시간 25분 (중간 광고 포함)        |
| KBS 2TV   | 2021년 11월 20일 [16회(재방송)]                   | 낮 12:10~오후 1:35  | 1시간 25분 (중간 광고 포함)        |
| KBS 2TV   | 2021년 12월 11일 [22회(재방송)]                   | 오후 3:30~4:55      | 1시간 25분 (중간 광고 포함)        |
| KBS 2TV   | 2021년 12월 18일 [24회(재방송)]                   | 오후 3:30~4:55      | 1시간 25분 (중간 광고 포함)        |
| KBS 2TV   | 2022년 2월 19일 [40회(재방송)]                    | 오후 1:10~2:35      | 1시간 25분 (중간 광고 포함)        |
| KBS 2TV   | 2022년 3월 5일 [44회(재방송)]                     | 오후 4:45~저녁 6:10 | 1시간 25분 (중간 광고 포함)        |
| KBS 2TV   | 2022년 2월 4일 [37·38회, (재방송, 화면해설방송)]  | 낮 12:20~오후 3:10  | 2시간 50분 (1시간 25분+1시간 25분) |
| KBS 2TV   | 2022년 2월 18일 [39·40회, (재방송, 화면해설방송)] | 낮 12:00~오후 2:50  | 2시간 50분 (1시간 25분+1시간 25분) |

### 재방송 시간 추가 편성
| 방송 채널 | 방송 기간                        | 방송 시간                  | 방송 분량                                           |
| --------- | -------------------------------- | -------------------------- | --------------------------------------------------- |
| KBS 2TV   | 2022년 3월 9일 [45·46회(재방송)] | 수요일 오후 3:00~저녁 5:50 | 2시간 50분 (1시간 25분+1시간 25분) (중간 광고 포함) |

## 제작진
- 기획 : 문준하 (KBS 드라마본부)
- 책임프로듀서 : 김상휘 (KBS 드라마운영팀)
- 프로듀서 : 이민수
- 제작 : 오성민, 곽홍석
- 제작사 : 지앤지프로덕션
  - KBS 2TV 주말 드라마 《세상에서 제일 예쁜 내 딸》, SBS 주말극장 《천만번 사랑해》, 《내사랑 내곁에》 등
- 음악 : 최철호
  - KBS 2TV 주말 드라마 《하나뿐인 내편》, 《오! 삼광빌라!》, KBS 2TV 저녁 일일 드라마 《비밀의 남자》 등
- 극본 : 김사경
  - 공동집필 : KBS 1TV 일일 드라마 《미우나 고우나》
  - 집필: SBS 주말극장 《천만번 사랑해》, 《내사랑 내곁에》, MBC 일일 드라마 《오자룡이 간다》, MBC 주말 드라마 《장미빛 연인들》, 《불어라 미풍아》, KBS 2TV 주말 드라마 《하나뿐인 내편》 등
- 조연출 : 박단비, 박경민, 백준열
- 연출 : 신창석
  - 기획 : KBS 2TV 수목 특별기획 드라마 《명성황후》, KBS 2TV 수목 미니시리즈 《프레지던트》 등
  - 공동연출 : KBS 1TV 대하 드라마 《무인시대》, KBS 2TV 수목 드라마 《황금사과》, KBS 1TV 전원 드라마 《산 너머 남촌에는》, KBS 2TV 대하 드라마 《천추태후》, KBS 1TV 대하 드라마 《대왕의 꿈》, KBS 1TV 전원 드라마 《산 너머 남촌에는 2》 등
  - 연출 : KBS 2TV 주말 연속극 《태양은 가득히》, KBS 1TV 5부작 특집극 《자유인 이회영》, KBS 2TV TV소설 《일편단심 민들레》, 《꽃 피어라 달순아!》, KBS 2TV 저녁 일일 드라마 《끝까지 사랑》, 《비밀의 남자》 등

## 등장 인물
- (†) 표시는 드라마 상에서 최종적으로 사망한 인물이다.
- 주연은 볼드체로 표시

### 주요 인물
- 지현우: 이영국(41~42세) 역 - 본작의 남주인공. 에프티 그룹 회장. 죽은 영애의 남편. 대란의 의붓아들. 재니 & 세찬 & 세종 & 네종 & 오종의 아버지. 세련의 이복 오빠. 대범의 매제 및 처남. 단단의 남편.
- 이세희: 박단단(27~28세) 역(아역: 김민서) - 본작의 여주인공. 수철과 애나킴(김지영)딸 . 연실 의 의붓딸. 대범의 의붓 여동생. 달래의 의붓 외손녀. 건의 의 붓 외조카. 준오의 외사촌누나. 미림의 의붓이종사촌언니. 미숙의 조카. 세련의 시누이&올케언니 . 대란의 며느리 .영국의 아내. 재니 & 세찬 & 세종 & 네종 & 오종의 엄마.
- 강은탁: 차건(44~45세) 역 - 본작의 서브 남주인공. 달래의 아들. 연실의 남동생. 수철의 처남. 대범 & 단단 &미림의 외삼촌. 사라의 전 연인. 2호점 60계 치킨 사장.
- 박하나: 조사라 역(37~38세) - 본작의 서브 여주인공이자 메인 악녀이며 페이크 최종 보스. 기자의 딸. 상구의 전처. 건의 전 연인. 전 영국네 집사.세종이의 친모

### 박단단네
- 이종원: 박수철(56~57세) 역 - 본작의 악역이 된 선역. 연실의 남편. 애나킴(김지영) 의 전남편. 대범과 단단의 아버지. 건의 매형. 미숙의 남동생. 준오의 외삼촌. 60계 치킨 사장. 세련의 시아버지. 영국의 장인. 재니 & 세찬 & 세종 & 네종 & 오종의 외할아버지.
- 오현경: 차연실(58~59세) 역 - 수철의 아내. 대범의 어머니. 단단의 의붓엄마. 달래의 딸. 건의 누나. 미숙의 올케. 준오의 외숙모. 세련의 시어머니. 영국의 장모. 재니 & 세찬 & 세종 & 네종 & 오종의 외할머니.
- 안우연: 박대범(29~30세) 역(아역: 은예준) - 수철과 연실의 첫째 아들. 미숙의 조카. 단단의 오빠. 준오의 외사촌형. 재니 & 세찬 & 세종 & 네종 & 오종의 고모부 및 외삼촌. 영국의 의붓처남 및 이복매제. 대란의 사위. 세련의 남편.
- 김영옥: 신달래(81~82세) 역 - 연실과 건의 엄마. 미숙의 사돈. 수철의 장모. 대범 & 단단 & 미림의 외할머니. 세련의 시할머니. 제니 & 세찬 & 세종 & 네종 & 오종의 외외증조할머니
- 김이경: 강미림(26~27세) 역(아역: 윤서연) - 달래의 외손녀. 연실과 건의 조카. 대범과 단단의 사촌. 준오의 연인.
- 미상: 차재근 역 (†) - 달래의 남편. 연실과 건의 아버지. 미숙의 사돈. 수철의 장인. 대범 & 단단 & 미림의 외할아버지. 제니 & 세찬 & 세종 & 네종 & 오종의 외외증조할아버지.

### 이영국네
- 차화연: 왕대란(61~62세) 역 - 본작의 메인 악녀. 영국의 의붓엄마. 세련의 엄마. 재니 & 세찬 & 세종 & 네종 & 오종의 의붓할머니. 영화배우 출신. 기자의 중학교 동창. 대범의 장모.
- 윤진이: 이세련(36~37세) 역 - 대란의 늦둥이 딸. 영국의 이복동생. 재니 & 세찬 & 세종 & 네종 & 오종의 이복고모. 수철 & 연실의 며느리. 달래의 손자 며느리. 건 & 미숙의 조카 며느리. 단단, 미림의 올케. 준오의 형수. 대범의 아내.
- 최명빈: 이재니(14~15세) 역 - 죽은 영애와 영국의 첫째 딸이자 단단의 의붓딸. 세찬 & 세종 & 네종의 누나. 오종의 언니.
- 유준서: 이세찬(12~13세) 역 - 죽은 영애와 영국의 둘째 아들이자 단단의 의붓아들. 재니의 남동생. 세종 & 네종의 형. 오종의 오빠.
- 서우진: 이세종(7~8세) 역 - 상구와 사라의 친아들. 영국과 단단의 양아들. 네종의 형. 오종의 오빠.
- 이일화: 애나킴/김지영(54~55세) 역(†) - 본작의 박수철과 마찬가지로 악역이 된 선역. 단단의 생모. 수철의 전처. 미숙의 전올케. 영국을 키운 유모의 딸. 영국의 사업 파트너. 췌장암 말기로 사망.
- 윤지숙: 여주댁 역 - 영국네 가사도우미.
- 김가연: 김숙 역 - 영국의 집에 새로 들어온 사라의 후임 집사

### 조사라네
- 이휘향: 이기자(61~62세) 역 - 사라의 엄마. 사라 뱃속에 죽은 애기와 세종의 외할머니. 미숙의 여고 동창. 대란의 중학교 동창. 수감자.
- 미상: 사라의 아버지. 기자의 남편.
- 미상: 기자 모 역 - 기자의 엄마. 사라의 외할머니.

### 봉준오네
- 임예진: 장미숙(61~62세) 역 - 기자의 여고 동창. 준오의 어머니. 국희의 언니. 수철의 친누나. 대범이의 의붓고모, 단단의 친고모. 세련의 시고모.
- 왕빛나: 장국희(42세) 역 - 미숙의 막내 여동생. 영국의 대학 동창. 오랜 친구. 단단의 지도교수 및 고모. 영국에 대한 마음을 접고 하와이로 떠남. (특별출연) (1회~5회)
- 양병열: 봉준오(26~27세) 역 - 미숙의 아들. 의대생, 대범과 단단의 고종사촌 동생. 수철의 조카. 미림의 연인. 세련의 시고종사촌동생.

### 그 외 인물
- 이루: 고정우(42세) 역 - 변호사. 영국과 국희의 친구.
- 최재성: 마용필 역 - 현빈의 아버지. 현재 동생 동필과 족발집 운영.
- 배도환: 마동필 역 - 용필의 동생. 현빈의 삼촌. 형인 용필과 족발집 운영.
- 전승빈: 진상구 역 - 본작의 진 최종 보스. 세종의 생부. 사라의 전남편.
- 김진서: 한 전무 역 - 영국의 아버지 때부터 에프티 그룹을 지켜 온 중역이다.
- 김도이: 윤 비서 역 - 영국의 비서실에서 근무하고 있다.

### 기타 인물
- 옥주리: 상계동 옆집 아주머니 역(1회, 32회, 33회, 41회)
- 서채미: 단단이 일하던 화장품 가게 점장 역(1회, 2회)
- 이혜인: 은주 역 - 단단의 단짝 친구(2회)
- 신준철: 홍춘식 역 - 《신사와 아가씨》 작가, 출판기념회에서 출연(2회)
- 백재진: 형사 역 - 단단이 영국의 머리를 가격했을 때 만났던 형사, 영국이 산에서 실종됐을때도 같이 조사함.(2회, 17회, 48회)
- 박영수: 사라와 맞선을 본 남자 역(2회)
- 김채윤: 재니 학교 일진 역(3회, 4회)
- 박채희: 재니 학교 일진 역(3회, 4회)
- 김진옥: 사라의 단골가게 막창집 주인 역(4회, 15회, 16회)
- 정유강: 허원서 역 - 재니의 학원 남사친(6회)
- 최완정: 고깃집 사장 역 - 건이 일하던 고깃집 가게 사장(9회)
- 손선근: 김 박사 역 - 영국의 담당의사(9회, 19회, 40회)
- 박지원: 뉴스 진행자 역 - 뉴스를 진행하던 아나운서(9회)
- 김영희: 오피스텔 주민 역 - 수철을 도둑으로 누명을 씌운 오피스텔 주민(11회)
- 양재원: 오피스텔 정태호 경비 역(11회, 19회, 34회)
- 장은서: 점원 역 - 피자집 점원(15회, 32회)
- 임재근: 강성식 역 - 영국의 친구(16회)
- 강아랑: 기상캐스터 역(19회)
- 하제용: 팔씨름 상대 역 - 세종이가 참가한 체육대회에서 영국이를 이긴다.(22회)
- 이명호: 촬영 감독 역(23회, 24회)
- 박종진: 김씨 아저씨 역 - 영국네 별장 관리인
- 박나진: 김 기사 역 - 에프티 그룹 운전기사
- 박정상: 강 기사 역 - 수철의 후임으로 들어온 영국네 운전기사
- 김경애: 기자의 어머니 역(30회)
- 미상: 이 회장 역(†) - 영국과 세련의 아버지, 영국의 죽은 생모와 대란의 남편. 대범의 장인. 단단의 시아버지. 에프티 그룹 선대회장. 재니,세찬,네종,오종의 친할아버지. 세종의 양할아버지. 췌장암으로 사망.
- 허재진: 유전자센터 직원 역 - 박수철과 박단단이 유전자검사 의뢰하러 찾아오는 인물이다.(32회, 41회)
- 임진한: 골프 원 포인트 레슨 강사.(33회)
- 이정용: 맥주 빨리 마시기 진행자 역(33회)
- 기성 앤더슨: 맥주 빨리 마시기 참가자 역(33회)
- 이승현: 영국이 운전 중 켠 라디오에서 나온 날씨속보의 진행자.(34회)
- 박현정: 보육원의 수녀 역(34회, 36회)
- 안태린: 오초롱 역 - 세종의 여자친구이자 승호의 혼외자, 법적으로는 승호의 동생.(34회~35회)
- 신창석: 드라마 감독 역 - 준오의 데뷔작을 캐스팅한 감독.[1](38회)
- 이민지: 단단의 학교 선배 역(48회)
- 이아담: 목에 음식이 걸린 아이(48회)

### 특별출연
- 강세정: 김지영 역 - 애나킴의 젊은 시절, 수철의 전처, 단단의 생모(1회, 5회~6회, 11회, 15회, 22회, 30회~32회, 41회)
- 임혜영: 이영애 역(†) - 영국의 사별한 전처. 재니와 세찬의 친어머니. 세종의 양어머니.(1회, 4회, 15회)
- 홍석천: 부동산 사장 역(2회, 5회, 6회, 15회)
- 김나희: 제시카 리 역 - 이영국네 입주 가정 교사 면접을 보러온 여자(3회)
- 조은숙: 미소철강 안주인 역(5회, 6회)
- 양치승: 집 보러온 남자 역(6회)
- 박광재: 집 보러온 남자 역(6회)
- 김영준: 오경석 역 - 병원장 아들, 사랑병원을 위해 이세련과 정략 결혼을 하기로 하였으나, 혜정이 임신 사실을 밝혀 세련에게 파혼을 당함.(12회~16회)
- 김혜원: 혜정 역 - 경석의 여자친구.(13회~16회)
- 오영실: 정 여사 역 - 경석의 어머니.(17회)
- 이진우: 허 병장 역 - 가족치킨 신아거리점의 사장. 수철의 군대선임.(20회~21회)
- 이태리: 마현빈 역 - 단단의 대학 선배, 용필의 아들. 동필의 조카. 로스쿨 준비생.(21회~23회, 45회~47회, 49회)
- 한은성: 오승호 역 - 진사기업 둘째 아들. 세련의 첫사랑. 뉴욕에서 유학할 때 세련을 잠시 좋아했던 인물. 그러나 유치원생 딸이 있음.(30회~36회)
- 문희경: 문 여사 역 - 오승호의 어머니.(30회, 32회, 34회~35회)
- 오승아: 안지민(36 - 37세) 역 - 세련의 친구.(49회)
- 홍아름: 커피집 사장 역 - 차건과 썸타는 관계.(미공개 에필로그)
- 미상: 스미스 역 - 애나킴의 전담 변호사.(미공개 에필로그)

## 시청률
아래의 파란색 숫자는 '최저 시청률'이고, 빨간색 숫자는 '최고 시청률'입니다. 시청률조사회사와 지역별로 시청률에 약간의 차이가 있을 수 있습니다.
| 2021년      | 2021년      | 2021년          | 2021년          | 2021년        |
| 회차        | 방송일      | TNmS 시청률     | AGB 시청률      | AGB 시청률    |
| 회차        | 방송일      | 대한민국 (전국) | 대한민국 (전국) | 서울 (수도권) |
| ----------- | ----------- | --------------- | --------------- | ------------- |
| 제1회       | 9월 25일    | 19.4%           | 22.7%           | 20.7%         |
| 제2회       | 9월 26일    | 21.9%           | 26.5%           | 24.9%         |
| 제3회       | 10월 2일    | 18.7%           | 24.3%           | 23.1%         |
| 제4회       | 10월 3일    | 21.0%           | 25.3%           | 24.3%         |
| 제5회       | 10월 9일    | 19.6%           | 24.4%           | 23.3%         |
| 제6회       | 10월 10일   | 22.6%           | 27.8%           | 26.3%         |
| 제7회       | 10월 16일   | 20.2%           | 26.3%           | 24.8%         |
| 제8회       | 10월 17일   | 23.8%           | 29.7%           | 27.7%         |
| 제9회       | 10월 23일   | 21.6%           | 26.8%           | 25.3%         |
| 제10회      | 10월 24일   | 26.5%           | 30.4%           | 28.6%         |
| 제11회      | 10월 30일   | 22.8%           | 26.9%           | 25.4%         |
| 제12회      | 10월 31일   | 24.9%           | 30.0%           | 28.7%         |
| 제13회      | 11월 6일    | 22.6%           | 27.8%           | 26.5%         |
| 제14회      | 11월 7일    | 26.9%           | 30.5%           | 28.4%         |
| 제15회      | 11월 13일   | 24.1%           | 28.2%           | 26.4%         |
| 제16회      | 11월 14일   | 27.2%           | 32.4%           | 31.1%         |
| 제17회      | 11월 20일   | 25.3%           | 28.0%           | 26.8%         |
| 제18회      | 11월 21일   | 26.8%           | 30.3%           | 29.7%         |
| 제19회      | 11월 27일   | -               | 28.5%           | 26.6%         |
| 제20회      | 11월 28일   | 23.9%           | 31.3%           | 29.6%         |
| 제21회      | 12월 4일    | 22.5%           | 29.8%           | 28.2%         |
| 제22회      | 12월 5일    | 26.7%           | 32.6%           | 30.6%         |
| 제23회      | 12월 11일   | 24.9%           | 29.5%           | 28.8%         |
| 제24회      | 12월 12일   | 26.1%           | 33.6%           | 32.2%         |
| 제25회      | 12월 18일   | 26.8%           | 31.6%           | 30.5%         |
| 제26회      | 12월 19일   | 28.1%           | 34.5%           | 33.2%         |
| 제27회      | 12월 25일   | -               | 32.9%           | 31.5%         |
| 제28회      | 12월 26일   | 29.0%           | 35.7%           | 34.7%         |
| 2022년      |             |                 |                 |               |
| 제29회      | 1월 1일     | 23.6%           | 31.4%           | 30.0%         |
| 제30회      | 1월 2일     | 24.0%           | 34.4%           | 33.2%         |
| 제31회      | 1월 8일     | 23.3%           | 32.3%           | 31.0%         |
| 제32회      | 1월 9일     | 25.7%           | 36.0%           | 35.2%         |
| 제33회      | 1월 15일    | 22.5%           | 32.5%           | 31.8%         |
| 제34회      | 1월 16일    | 25.3%           | 33.5%           | 32.3%         |
| 제35회      | 1월 22일    | 23.1%           | 31.8%           | 30.7%         |
| 제36회      | 1월 23일    | 25.5%           | 34.7%           | 32.9%         |
| 제37회      | 1월 29일    | 25.0%           | 32.0%           | 30.5%         |
| 제38회      | 1월 30일    | 23.4%           | 32.6%           | 31.8%         |
| 제39회      | 2월 6일     | 21.5%           | 29.6%           | 28.7%         |
| 제40회      | 2월 12일    | 23.8%           | 30.1%           | 28.8%         |
| 제41회      | 2월 19일    | 23.0%           | 27.9%           | 27.3%         |
| 제42회      | 2월 20일    | 30.0%           | 36.8%           | 35.2%         |
| 제43회      | 2월 26일    | 26.3%           | 32.2%           | 31.0%         |
| 제44회      | 2월 27일    | 27.0%           | 32.9%           | 32.2%         |
| 제45회      | 3월 5일     | 27.2%           | 34.0%           | 32.3%         |
| 제46회      | 3월 6일     | 30.9%           | 37.2%           | 36.1%         |
| 제47회      | 3월 12일    | 29.8%           | 35.7%           | 34.4%         |
| 제48회      | 3월 13일    | 30.8%           | 38.2%           | 36.6%         |
| 제49회      | 3월 19일    | 29.1%           | 34.5%           | 32.9%         |
| 제50회      | 3월 20일    | 30.0%           | 36.5%           | 35.5%         |
| 제51회      | 3월 26일    | 30.2%           | 34.6%           | 32.9%         |
| 제52회      | 3월 27일    | 32.6%           | 36.8%           | 35.3%         |
| 평균 시청률 | 평균 시청률 | -               | 31.2%           | 29.9%         |

## 결방 사유 및 편성 변경 및 연장
- 2022년 1월 9일 : 신사와 아가씨 방영 분량이 50부작에서 2회 연장되어 52부작으로 변경 및 확정되었다.
- 2022년 2월 5일 : 2022 베이징 동계올림픽 - 쇼트트랙 중계방송으로 인한 결방.
- 2022년 2월 6일 : 39회 편성 변경 (19:00 ~ 20:20)
- 2022년 2월 12일 : 40회 편성 변경 (19:40 ~ 21:00)
- 2022년 2월 13일 : 2022 베이징 동계올림픽 - 쇼트트랙 중계방송으로 인한 결방.
- 2022년 2월 19일: 41회 편성 변경 (19:20 ~ 20:40)

## OST
- Part. 1: 송유진 - 사랑이야(2021.10. 3. 발매)
- Part. 2: 임영웅 - 사랑은 늘 도망가(2021. 10. 11. 발매)
- Part. 3: 홍대광 - 눈부신 기억(2021. 11. 13. 발매)
- Part. 4: 정동원 - 가리워진 길(2021. 12. 18. 발매)
- Part. 5: 오아랜 - 나에게로의 초대(2022. 1. 9. 발매)
- Part. 6: 윤여규 - 이별에 멈춘 시간(2022. 2. 20. 발매)

## 수상 및 후보
| 연도 | 시상식                         | 부문                        | 수상자         | 결과 |
| ---- | ------------------------------ | --------------------------- | -------------- | ---- |
| 2021 | KBS 연기대상                   | 대상                        | 지현우         | 수상 |
| 2021 | KBS 연기대상                   | 남자 최우수상               | 지현우         | 후보 |
| 2021 | KBS 연기대상                   | 장편드라마 부문 남자 우수상 | 강은탁         | 후보 |
| 2021 | KBS 연기대상                   | 장편드라마 부문 남자 우수상 | 지현우         | 후보 |
| 2021 | KBS 연기대상                   | 장편드라마 부문 여자 우수상 | 박하나         | 수상 |
| 2021 | KBS 연기대상                   | 장편드라마 부문 여자 우수상 | 차화연         | 후보 |
| 2021 | KBS 연기대상                   | 남자 조연상                 | 이종원         | 후보 |
| 2021 | KBS 연기대상                   | 여자 조연상                 | 이일화         | 후보 |
| 2021 | KBS 연기대상                   | 베스트 커플상               | 지현우, 이세희 | 수상 |
| 2021 | KBS 연기대상                   | 여자 신인상                 | 이세희         | 수상 |
| 2021 | KBS 연기대상                   | 남자 청소년연기상           | 서우진         | 수상 |
| 2021 | KBS 연기대상                   | 남자 청소년연기상           | 유준서         | 후보 |
| 2021 | KBS 연기대상                   | 여자 청소년연기상           | 최명빈         | 수상 |
| 2021 | KBS 연기대상                   | 작가상                      | 김사경         | 수상 |
| 2021 | KBS 연기대상                   | 남자 인기상                 | 지현우         | 수상 |
| 2021 | KBS 연기대상                   | 여자 인기상                 | 이세희         | 수상 |
| 2022 | 제8회 아시아태평양 스타 어워즈 | 아이돌챔프 OST상            | 임영웅         | 수상 |
| 2022 | 대한민국아역연예대상           | 드라마 부문 최우수상        | 서우진         | 수상 |

## 논란
38회에서 박수철은 자기 딸 박단단이 이영국과 만나는 것을 못마땅하게 여겨, 단단을 강제로 집으로 끌고 와 방에 감금한다. 심지어, 수철을 말리는 일가족들까지 협박을 하고, 단단을 아예 작정하고 굶기는 인권유린, 가정 폭력에 해당되는 다소 비상식적인 행동을 한다. 다음 날, 수철이 나간 사이 단단은 할머니 달래를 통해 화장실을 핑계로 극적인 탈출에 성공하였고, 사실 박수철은 단단을 찾으러 다니다가 교통사고를 당한다. 단단은 뒤를 돌아보며 충격에 빠진다.
피해자인 단단의 모습도 가해자를 걱정하는 모순을 드러냄으로써, 가정 폭력을 비판하는 모습도 아니고 오히려 피해자의 반응에 대한 왜곡된 생각을 유도할 수 있고, 가정 폭력이라는 범죄에 대한 미화가 우려된다는 지적이 제기되었다.

## 참고 사항
- 신창석 감독은 《태양은 가득히》 종영 이후 20년 6개월 만에 KBS 2TV 주말 드라마의 연출을 맡았다.
- 김사경 작가는 《하나뿐인 내편》 종영 이후 2년 반 만에 KBS 2TV 주말 드라마를 집필한다. 또한, KBS 1TV 일일연속극 《미우나 고우나》, KBS 2TV 주말 드라마 《하나뿐인 내편》에 이어 3번째로 KBS 드라마를 집필한다.
- 김사경 작가의 전작인 《하나뿐인 내편》에 출연했던 차화연, 임예진, 윤진이와 《불어라 미풍아》에 출연했던 김영옥, 이휘향, 이종원, 이일화가 출연하여 호흡을 맞춘다.
- 이세희는 500:1의 경쟁률을 뚫고 캐스팅되었다.
- 차화연은 《한 번 다녀왔습니다》 이후 1년 만에 KBS 2TV 주말 드라마에 출연하게 되었다.
- 차화연과 지현우는 MBC 주말 드라마 《천 번의 입맞춤》 이후 9년 7개월 만에 재회한다.
- 차화연과 이휘향은 MBN 시트콤 《왔어 왔어 제대로 왔어》 이후 9년 6개월 만에 재회한다.
- 차화연과 윤진이는 《하나뿐인 내편》에서 고부지간으로 호흡을 맞췄고, 본 드라마에서는 모녀지간으로 호흡을 맞춘다.[5]
- 차화연과 이일화는 《야왕》, 《가족의 비밀》에 이어 3번째로 호흡을 맞춘다.
- 이종원과 오현경은 《글로리아》, 《전설의 마녀》에 이어 3번째로 호흡을 맞춘다.
- 이휘향과 오현경은 《야망의 세월》, 《신과의 약속》에 이어 3번째로 호흡을 맞춘다.
- 신창석 감독과 지현우는 KBS 2TV 수목 드라마 《황금사과》 이후 15년 7개월 만에 재회한다.
- 신창석 감독과 배우 강은탁, 이일화, 이루, 서우진, 최재성, 배도환은 KBS 2TV 일일 드라마 《비밀의 남자》 이후 7개월 만에 재회한다.
- 신창석 감독과 배우 강은탁은 KBS 2TV 저녁 일일 드라마 《끝까지 사랑》, 《비밀의 남자》에 이어 3번째로 호흡을 맞춘다.
- 신창석 감독과 배우 김영옥은 TV소설 《꽃 피어라 달순아!》 종영 이후 3년 7개월 만에 재회한다.
- 신창석 감독, 배우 김영옥은 TV소설 《꽃 피어라 달순아!》 아역 회차에 출연한 최명빈과 4년 만에 재회한다.
- 김사경 작가와 김영옥은 《미우나 고우나》, 《오자룡이 간다》, 《장미빛 연인들》, 《불어라 미풍아》에 이어 5번째로 호흡을 맞춘다.
- 김사경 작가와 이휘향은 《천만번 사랑해》, 《내사랑 내곁에》, 《오자룡이 간다》, 《불어라 미풍아》에 이어 5번째로 호흡을 맞춘다.
- 김사경 작가와 임예진은 《장미빛 연인들》, 《하나뿐인 내편》에 이어 3번째로 호흡을 맞춘다.
- 김사경 작가와 박하나는 특별출연한 《하나뿐인 내편》에 이어 2번째로 호흡을 맞춘다.
- 지현우, 박하나, 왕빛나는 MBC 주말 특별기획 《슬플 때 사랑한다》 이후 2년 5개월 만에 재회한다.
- 지현우는 《내 사랑 금지옥엽》 이후 12년 5개월 만에 KBS 2TV 주말 드라마에 출연한다.
- 왕빛나와 이휘향은 SBS 아침연속극 《두 여자의 방》 이후 7년 8개월 만에 재회한다.
- 박하나와 강은탁은 2015년에 종영한 MBC 일일드라마 《압구정 백야》 이후 6년 4개월 만에 재회한다.
- 박하나와 이종원은 KBS 2TV 저녁 일일 드라마 《천상의 약속》 이후 5년 3개월 만에 재회한다.
- 박하나와 왕빛나는 KBS 2TV 일일 드라마 《인형의 집》, MBC 주말 드라마 《슬플 때 사랑한다》에 이어 3번째로 같은 드라마에 출연한다.
- 박하나와 유준서는 KBS 2TV 저녁 일일 드라마 《위험한 약속》 이후 1년 1개월 만에 재회한다.
- 안우연과 본작에 특별출연하는 왕빛나는 《아이가 다섯》 이후 5년 1개월 만에 재회한다.
- 이종원과 본작에 특별출연하는 왕빛나는 SBS 드라마 《날아오르다》 이후 13년 11개월 만에 재회한다.
- 이일화와 본작에 특별출연하는 강세정과 임혜영은 같은 소속사에 소속되어 있다.
- 이일화와 최명빈은 같은 시기에 방송되는 KBS 2TV 월화 드라마 《연모》에 출연했다.
- 김영옥과 아역 배우 김민서는 같은 시기에 방영하는 tvN 토일 드라마 《갯마을 차차차》에 출연한다.
- 지현우의 배역 이름 '이영국'은 김사경 작가의 MBC 주말 드라마 《장미빛 연인들》에서 역시 그룹 회장으로 출연한 박상원의 배역 이름이기도 하다.
- 이휘향은 MBC 일일 드라마 《오자룡이 간다》에서도 같은 이름인 '이기자' 역을 맡았고, 김영옥은 MBC 주말 드라마 《불어라 미풍아》에서도 같은 이름인 '달래' 역을 맡았다.

## 같이 보기
- 대한민국의 텔레비전 드라마 목록 (ㅅ)
- 2021년 대한민국의 텔레비전 드라마 목록